# Иунин, Артём Вячеславович
Артём Вячеславович Иунин (род. 3 января 1990 года) — российский гандболист, мастер спорта России, правый полусредний.

## Карьера
Воспитанник пермского гандбола. Первый тренер — Пастухов Игорь Валерьевич.
С 2005 года выступал в составе клуба «Пермские медведи». 
В сезоне 2008-2009 года пермский клуб стал победителем Высшей лиги России (вторая по силе лига), завоевав путёвку в элитный дивизион России.
Сезоны 2013-17 года провёл в команде «СГАУ-Саратов». 
В сезоне 2013-2014 года саратовский клуб стал победителем Высшей лиги России (вторая по силе лига), завоевав путёвку в элитный дивизион России.
С 2017 года выступает в составе «Пермских медведей».
В составе пермского клуба в сезоне 2017/18 занял 5-е место в Суперлиге России.
В сезоне 20018/19 7-е место.
В сезоне 2019-20 стал обладателем бронзовых наград Кубка России.
В сезоне 2020-21 в составе RK Sloga стал обладателем серебряных наград Кубка Сербской Республики и занял 3-е место в чемпионате Боснии и Герцеговины.
В сезоне 2021-22 в составе RK Konjuh стал обладателем золота на международном турнире в Gornij Vakuuf и занял 7-е место в чемпионате Боснии и Герцеговины.
В сезоне 2024-25 в составе ГК Берлога занял 5-е место из 30 команд первой лиги чемпионата России.
Привлекался в молодёжную сборную России.
Окончил Пермский государственный гуманитарно-педагогический университет и Саратовский государственный аграрный университет.